# Cyrk straceńców
Cyrk straceńców – amerykański film obyczajowy z 1969 na podstawie powieści Jamesa Droughta.
Polska premiera odbyła się w październiku 1971 roku.

## Obsada
- Burt Lancaster – Mike Rettig
- Deborah Kerr – Elizabeth Brandon
- Gene Hackman – Joe Browdy
- Scott Wilson – Malcolm Webson
- William Windom – V. John Brandon
- Bonnie Bedelia – Annie Burk

## Fabuła
Joe, Mike i Malcolm tworzą grupę skoczków spadochronowych. Przybywają do małego miasteczka, gdzie mieszkają dalecy krewni Malcolma - Elizabeth i jej mąż John. Kobieta wpada Mike'owi w oko. Podczas spaceru opowiada mu o swoim nieudanym życiu. Między nimi dochodzi do zbliżenia. Rankiem Mike próbuje ją przekonać, by porzuciła męża i związała się z nim. Ale Elizabeth odmawia. Tego samego dnia odbywają się pokazy skoków spadochronowych.